# International Society for Education through Art
Die International Society for Education through Art (InSEA) ist ein 1951 gegründeter internationaler Verein zur Förderung der kulturellen Bildung, ästhetischen Erziehung und der Auseinandersetzung mit der Kunst.

## Geschichte
InSEA wurde 1951 anlässlich eines unter der Schirmherrschaft der UNESCO in Bristol abgehaltenen Seminars für Kunsterziehung gegründet. Dem Seminar mit dem Titel The Visual Arts in General Education wohnten 20 Nationen bei. Die erste Verfassung entstand 1954 in Paris. Erster Präsident war Edwin Ziegfeld. Durch einen Vertrag wurde der InSEA 1963 der Status einer beratenden Organisation der UNESCO zuerkannt. Im gleichen Jahr erfolgte der Zusammenschluss mit der FEA (Fédération Internationale pour l'Éducation Artistique), einer 1904 in Bern gegründeten internationalen Vereinigung für Kunsterziehung.

### Kongresse
Weltkongresse fanden statt in: Den Haag, Niederlande (1937); Manila, Philippinen (1960, 1990); Montreal, Kanada (1963); Prag, Tschechoslowakei (1966); New York, USA (1969, 2002); Coventry, Vereinigtes Königreich (1970); Zagreb, Jugoslawien (1972); Sevres, Frankreich (1975); Adelaide, Australien (1978), Rotterdam, Niederlande (1981); Rio de Janeiro, Brasilien (1984); Hamburg, Deutschland (1987); Brisbane, Australien (1999); Viseu, Portugal (2006) und Osaka, Japan (2008).
Regionalkongresse fanden statt in: Baden, Österreich (1980); Nikosia, Zypern (1982); Sofia, Bulgarien (1983); Bath, Vereinigtes Königreich (1985); Vancouver, Kanada (1986); Lagos, Nigeria (1988); Stockholm, Schweden (1988); Kairo, Ägypten (1989); Helsinki, Finnland (1992); Lissabon, Portugal (1994); Taichung, Republik von China und Manila, Philippinen (1995); Glasgow, Großbritannien (1997); Tokio, Japan (1998); Poznań, Polen (2000); Stockholm/Helsinki/Tallinn (2003); Istanbul, Türkei (2005); Karlsruhe/Heidelberg (2007); Rovaniemi, Finnland (2010).

## Sonstiges
InSEA publiziert das dreimal pro Jahr erscheinende International Journal of Education Through Art.
Der Bund Deutscher Kunsterzieher ist Mitglied der International Society for Education through Art.